# هاكونه (كاناغاوا)

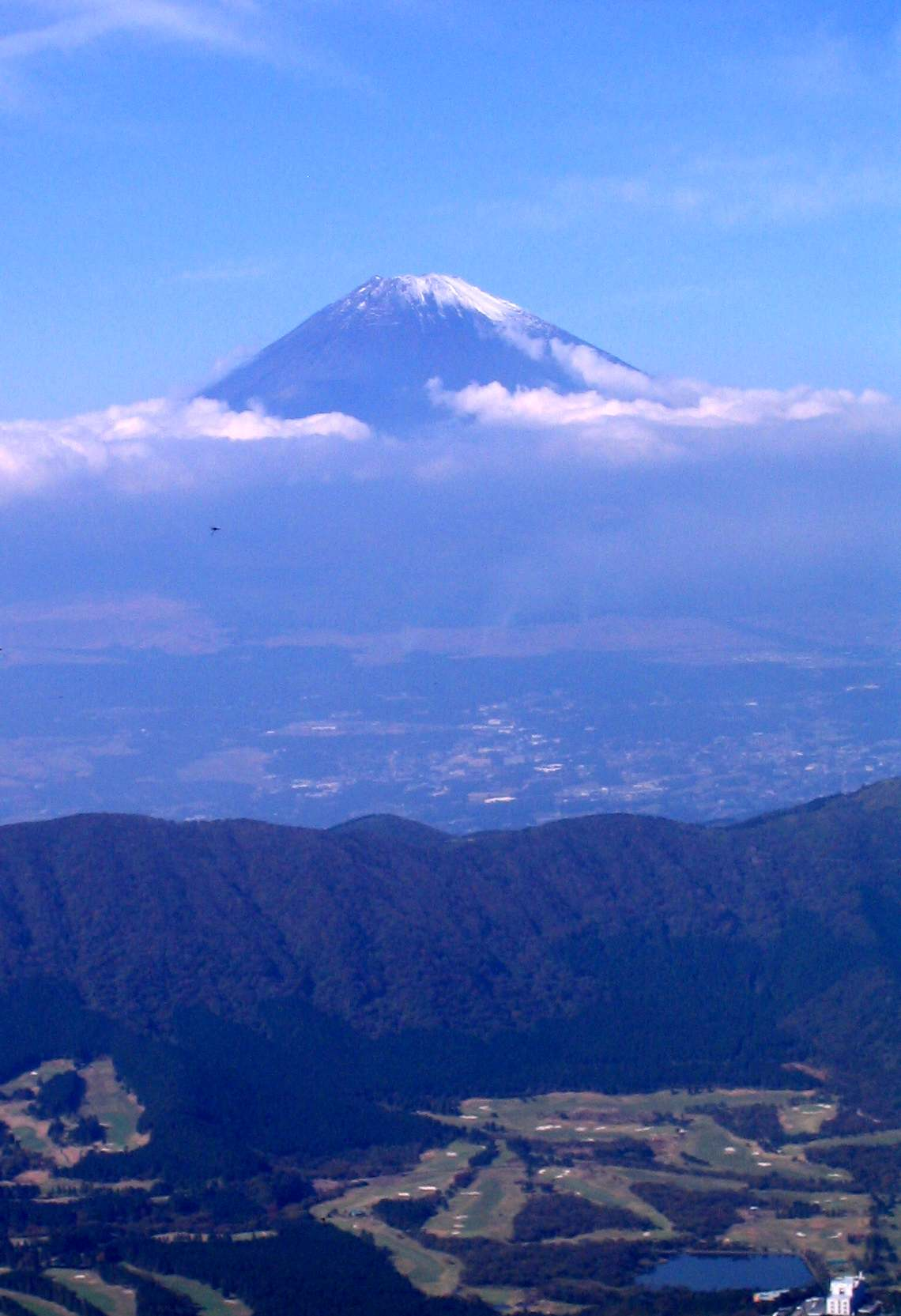
قمة جبل فوجي تظهر من هاكونه

هاكونه (باليابانية:  箱根町 هاكونه-ماتشي) وتعني «بلدة هاكونه» هي بلدة في مقاطعة أشيغاراشيمو، محافظة كاناغاوا، اليابان. كانت نقطة تفتيش أشيغارا عند هاكونه-جوكو على طريق توكايدو تحدد نقطة بداية منطقة كانتو. وتم إعادة تسمية نقطة تفتيش أشيغارا في فترة إيدو إلى اسم نقطة تفتيش هاكونه.
يجري سباق هاكونه للضاحية (هاكونه-إيكيدين) الذي يجري في يوم بداية العام على طول المسافة بدءاً من طوكيو إلى هاكونه ذهاباً وإياباً يقام على يومين. يوجد العديد من أون-سن في هاكونه مثل جاراتها أوداوارا، وميشيما.

## السياحة
تستضيف هاكونه العديد من النشاطات السياحية بالإضافة إلى أن الكثير من الزوار من داخل اليابان وخارجها يقصدونها قاصدين الراحة أو العلاج في منتجعاتها أو زيارة الحدائق والجبال فيها.
حديقة فوجي-هاكونه-إيزو الوطنية النشطة بركانياً والتي تقع حول بحيرة أشي هي منطقة جذب سياحي هامة وذلك لكثرة الينابيع الساخنة فيها (أون-سن) بالإضافة إلى إمكانية رؤية قمة جبل فوجي.
تتضمن المناظر الطبيعية وادي الغليان الكبير، ومعبد هاكونه الواقع على شاطئ البحيرة. تعد مناظر تفتح أزهار الساكورا في الربيع، ومناظر هفيف الأعشاب في الخريف من أجمل المناطق في الحديقة.

## النقل
يتم الوصول إلى هاكونه عن طريق أوداوارا وميشيما آخر خط أوداكيو أوداوارا والتي تبعد 70 دقيقة بالقطار عن شينجوكو، طوكيو. من أوداوارا يستمر خط هاكونه-توزان من أوداوارا إلى مختلف المناطق في بلدة هاكونه.

## معرض صور

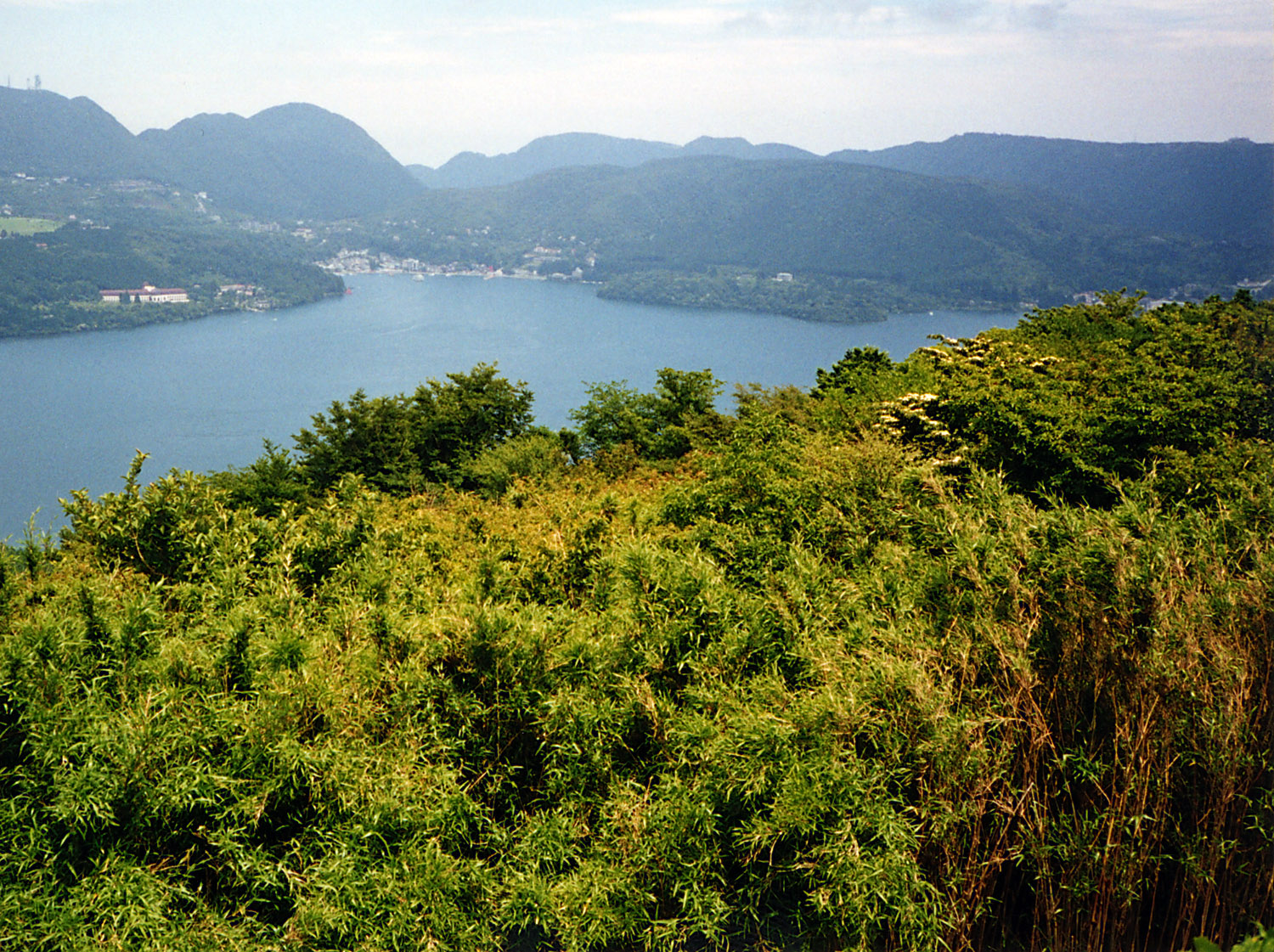
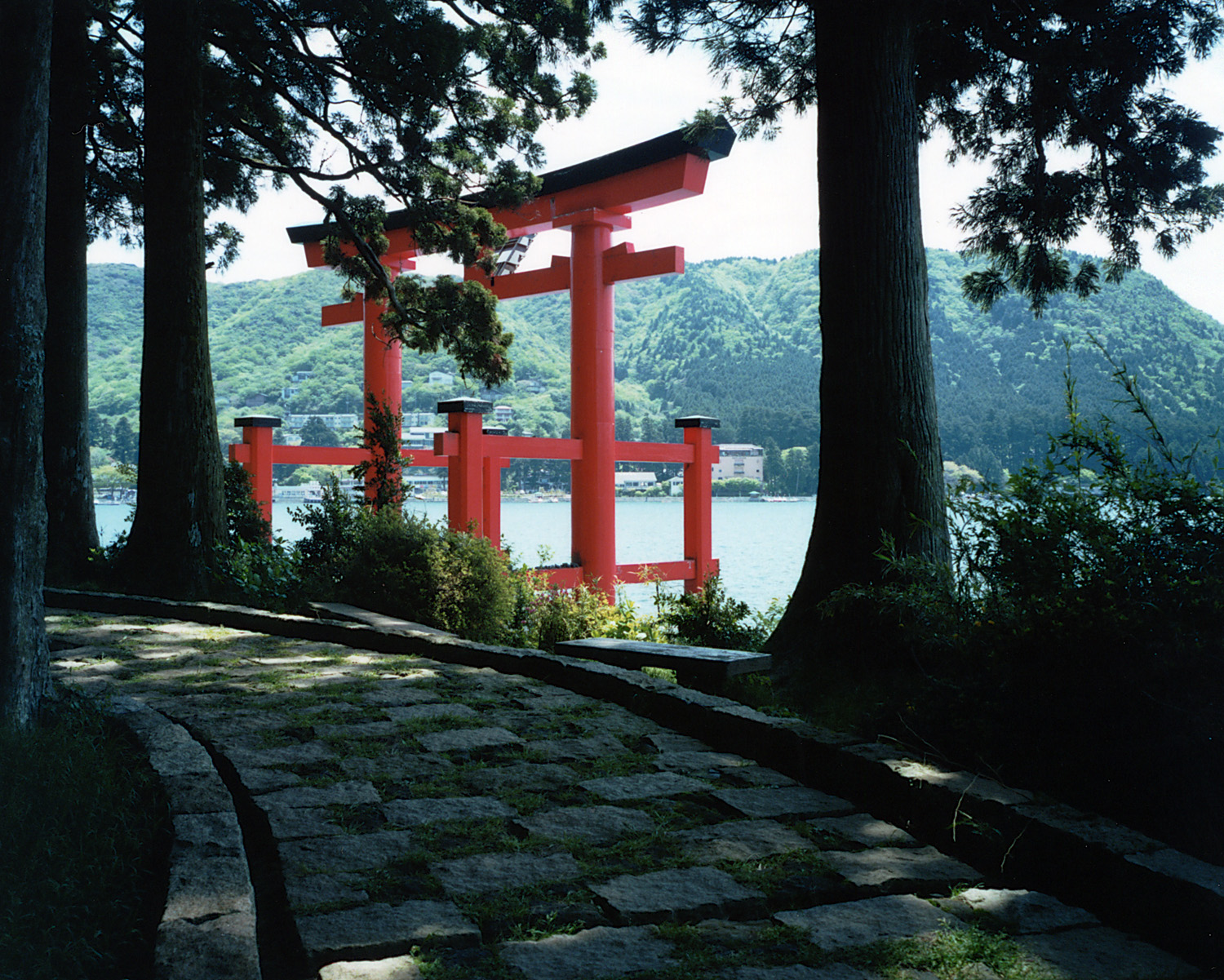
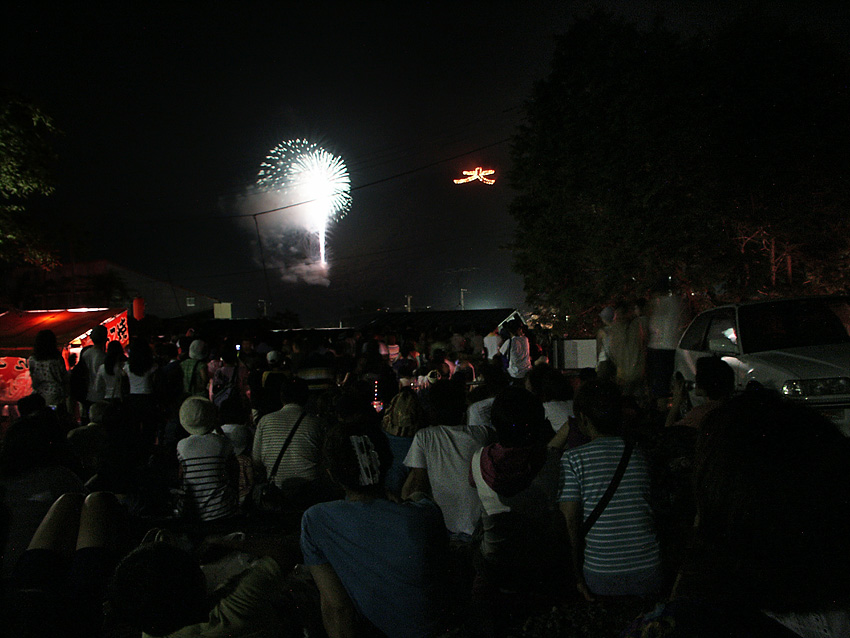
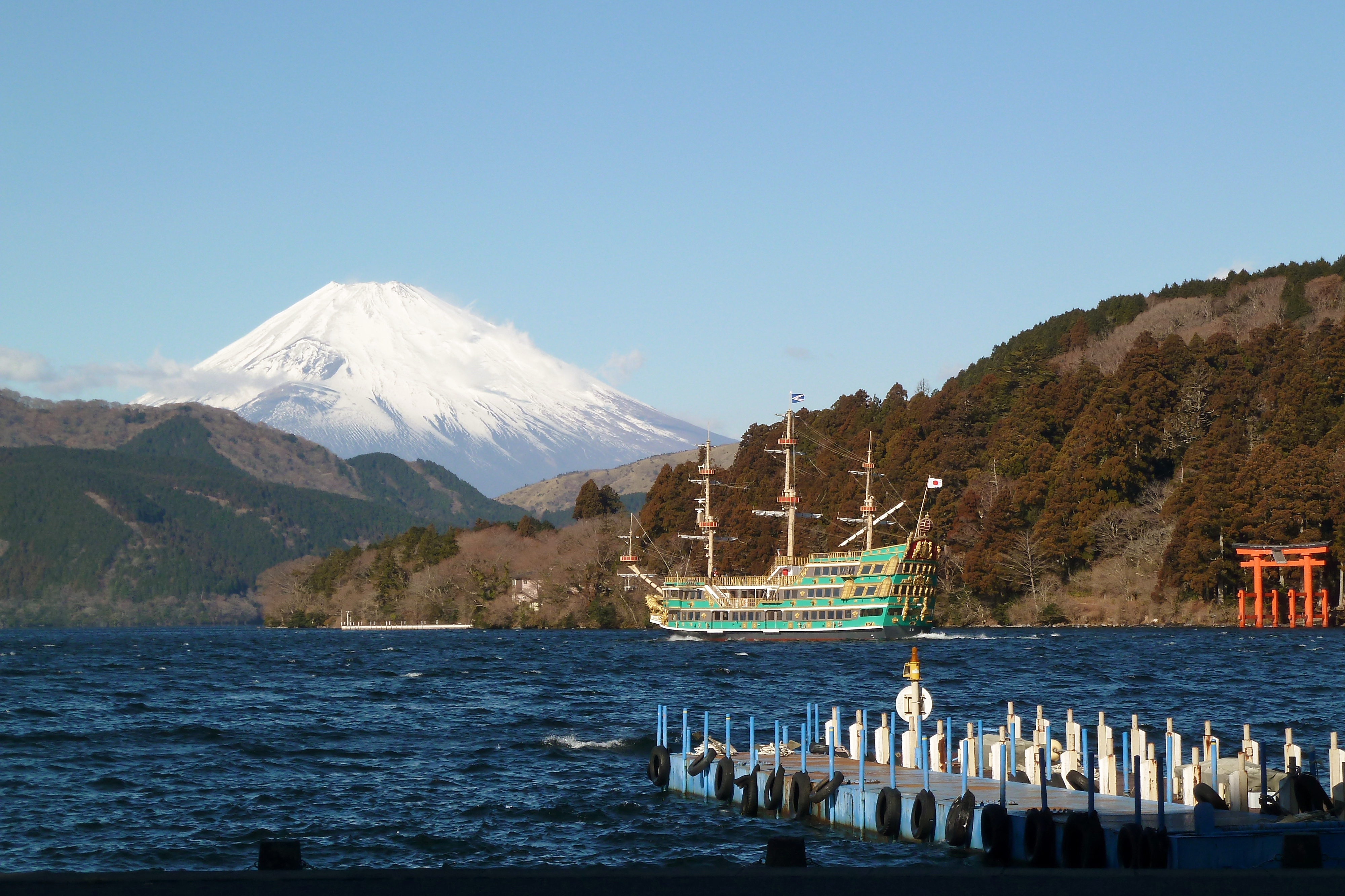